# إدارة بالتخويف
الإدارة بالتخويف (بالإنجليزية: Management by fear)‏ هي إحدى إستراتيجيات الإدارة التي تهدف للتحكم في البشر باستخدام التهديدات سواء أكان بطريقة مباشرة أم غير مباشرة معتمدة على إثارة المخاوف الدفينة لدى الشخص. وتُعد الإدارة المباشرة بالتخويف الطريقة الكلاسيكية لإثارة المخاوف والاعتماد على أن الشخص المستخدم لهذه الإستراتيجية هو نفس الشخص المسئول عن إثارة المخاوف لدى الطرف الآخر. أي إن الإدارة غير المباشرة بالتخويف طريقة أكثر تعقيدًا لإثارة المخاوف. حيث يستطيع الفاعل إثارة المخاوف لدى الطرف المُستقبِل دون أن يتعامل معه بشكلٍ مباشر. ودائمًا ما يكون هناك طرف مُستقبِل يتأثر بطريقةٍ غير مباشرة.

## معلومات تاريخية
نشأ هذا المفهوم كتعبير في العرض الكوميدي السويدي دموع بيرسي. حيث يقوم بيرسي نيلجارد بتخويف موظفيه، واستدار بعدها وأطلق على طريقته في التحكم بموظفيه الإدارة بالتخويف.[بحاجة لمصدر] ومع ذلك فهذا المفهوم أقدم بكثير. حيث ذكره بالفعل نيكولو مكيافيلي في عام 1513 في كتابه الأمير (Il Principe).

## عوامل تمييز الإدارة بالتخويف
هناك عدة طرق وإستراتيجيات للإدارة، ولكي تستطيع التعرف على إستراتيجية إدارة محددة مثل إستراتيجية الإدارة بالتخويف، يجب أن تضع بعض العوامل في الاعتبار:
- لابد وأن يكون هناك فاعلٌ وطرفٌ مُستقبِلٌ واحدٌ على الأقل
- لابد وأن يكون هناك نوعٌ من سيناريو التخويف
- غالبًا ما يكون الهدف الرئيسي للفاعل هو النفوذ.
- عادةً ما يكون للفاعل نوعٌ من أجندةٍ اقتصاديةٍ أو أجندة سياسية